# Regione di Boeny
La regione di Boeny è una regione della provincia di Mahajanga, nel Madagascar nord-occidentale.
Il capoluogo della regione è Mahajanga.
Ha una popolazione di 543 200 abitanti distribuita su una superficie di 31046 km².

## Geografia antropica

### Suddivisioni amministrative
La regione è suddivisa in sei distretti:
- distretto di Ambato-Boeni
- distretto di Mahajanga I
- distretto di Mahajanga II
- distretto di Marovoay
- distretto di Mitsinjo
- distretto di Soalala